# Światłowód jednomodowy
Światłowód jednomodowy (ang. Single Mode Fiber) – rodzaj światłowodu służący do przesyłania jednego modu światła, nazywanego modem podstawowym. Największą zaletą tego typu światłowodów jest możliwość przesyłania danych na duże odległości, bez znaczącego zniekształcenia i tłumienia sygnału. Pozwala to na budowę systemów transmisyjnych dalekiego zasięgu, osiągających znaczne przepływności.
Transmisja światłowodowa jest ograniczona przez dwie cechy materiałów użytych do
budowy rdzenia; są to:
- dyspersja sygnału (różne składowe sygnału poruszają się z różnymi prędkościami),
- tłumienie sygnału (amplituda sygnału stopniowo zanika wzdłuż światłowodu).

Użycie światłowodów jednomodowych pozwala w dużym stopniu wyeliminować powyższe ograniczenia.

## Zmniejszenie wpływu dyspersji
W każdym znanym materiale współczynnik załamania, {\displaystyle n,} fali elektromagnetycznej zależy od jej długości {\displaystyle \lambda .} Zależność ta nosi nazwę dyspersji.
Za sprawą dyspersji, każdy zmodulowany sygnał świetlny (tzn. inny, niż ściśle monochromatyczna fala o amplitudzie stałej w czasie) ulega zniekształceniom, ponieważ jego składowe o różnych częstotliwościach (a co za tym idzie, różnych długościach fali) poruszają się z różnymi prędkościami (prędkość rozchodzenia się światła w ośrodku jest odwrotnie proporcjonalna do współczynnika załamania). W światłowodzie jednomodowym szerokość spektralna sygnału jest na tyle mała, że jest możliwe takie dobranie długości fali do rodzaju ośrodka, przy którym zależność współczynnika załamania nie zawiera wyrazu liniowego, a zatem w rozwinięciu:
{\displaystyle n(\lambda )=n_{0}+n_{1}\cdot (\lambda -\lambda _{0})+n_{2}\cdot (\lambda -\lambda _{0})^{2}.}
dla odpowiednio dobranej {\displaystyle \lambda _{0},} współczynnik {\displaystyle n_{1}=0.}
W małym przedziale długości fali wokół {\displaystyle \lambda _{0}} (odpowiadającym szerokości spektralnej zmodulowanego sygnału) światło porusza się praktycznie ze stałą prędkością, co ogranicza wpływ dyspersji do minimum. W przypadku światłowodu wielomodowego wykorzystanie takiego okna bezdyspersyjnego byłoby niemożliwe, ponieważ każdemu modowi odpowiada inna długość fali.

## Zmniejszenie wpływu tłumienia
Nawet w najbardziej przezroczystym materiale tłumienie amplitudy fali jest niezerowe i zależne od długości fali. W niektórych materiałach (np. kwarc) tłumienie dla wybranych przedziałów długości fali jest szczególnie małe. Światłowody jednomodowe przeznaczone do transmisji sygnałów na duże odległości pracują z długościami fali w obrębie tych przedziałów.
Ponadto, istnieje względnie prosty sposób wzmocnienia sygnału w takim światłowodzie bez przetwarzania sygnału na postać elektryczną. Wzmocnienie uzyskuje się dzięki modyfikacji światłowodu na pewnym odcinku długości w taki sposób, by dla długości światła odpowiadających sygnałowi następowała akcja laserowa. Najczęściej modyfikacja ta polega na domieszkowaniu materiału światłowodu pierwiastkami ziem rzadkich (np. erbem) i oświetleniu domieszkowanej sekcji światłowodu światłem lasera pompującego. Laser ten wzbudza atomy domieszek (erbu), umożliwiając akcję laserową, indukowaną falą przenoszącą sygnał – w praktyce stała absorpcji ośrodka tworzącego sekcję wzmacniającą staje się ujemna; sygnał przechodzący przez sekcję nie jest tłumiony, lecz ulega wzmocnieniu. Taka technika optycznego wzmacniania sygnałów nazywana jest wzmacniaczem optycznym, zaś wzmocnienie w oparciu o włókna światłowodowe domieszkowane erbem określa się skrótem EDFA.

## Światłowody jednomodowe w telekomunikacji
W telekomunikacji stosuje się najczęściej światłowody jednomodowe o średnicy rdzenia od 8 do 10 mikrometrów, i standardowej średnicy płaszcza 125 mikrometrów. Wykonuje się je ze szkła krzemionkowego z domieszką dwutlenku germanu. Z uwagi na minimum tłumienności w zastosowaniach telekomunikacyjnych używa się długości fali w przedziale 1530–1565 nm (długość średnia fali ok. 1550 nm), jest to III okno transmisyjne, ale także używa się II okna transmisyjnego, fali o długości ok. 1310 nm; obie długości fali odpowiadają zakresowi podczerwieni. Światłowody jednomodowe umożliwiają transmisję w technologii xWDM, która opiera się na zwielokrotnianiu sygnału. Co za tym idzie, do osiągania prędkości rzędu Tb/s.

## Oznaczenia typów produkowanych światłowodów
Producenci transmisyjnych kabli światłowodowych używają zazwyczaj następujących oznaczeń:
Włókno jednomodowe: 9/125; SM; TIA OS1; OS2; normy ITU G.652; G.653; G.654; G.655; G.657.
Włókna wielomodowe: 50/125; 62,5/125; MM; TIA OM1; OM2; OM3; OM4; norma TIA: G.651